# L'Hexagone

Kaart en zeshoek

L'Hexagone (de zeshoek) is de schematische voorstelling van het vasteland van metropolitaan Frankrijk als een regelmatige zeshoek (hexagon) op zijn punt. Ook de aanduidingen la France hexagone en la France hexagonale worden gebruikt.
L'Hexagone is na de Tweede Wereldoorlog een cultureel en nationaal symbool geworden, hoewel de gelijkenis al in de 18e eeuw opgemerkt is. Overigens zijn er ook andere schematiseringen gebruikt, bijvoorbeeld vierkanten, vijfhoeken, onregelmatige zeshoeken en diverse concave veelhoeken.
De zeshoek kon pas tot symbool worden toen het concept Frankrijk betekenis kreeg voor de inwoners. Daar ging een reeks wetenschappelijke en maatschappelijke veranderingen aan vooraf, waaronder schaalvergroting die verbondenheid met de natiestaat mogelijk maakte.
Vooral vanaf de jaren 1980 is de abstracte vorm gematerialiseerd in de vorm van munten, gebouwen en medailles. Ook werd l'Hexagone een metoniem, een bijnaam voor het land.

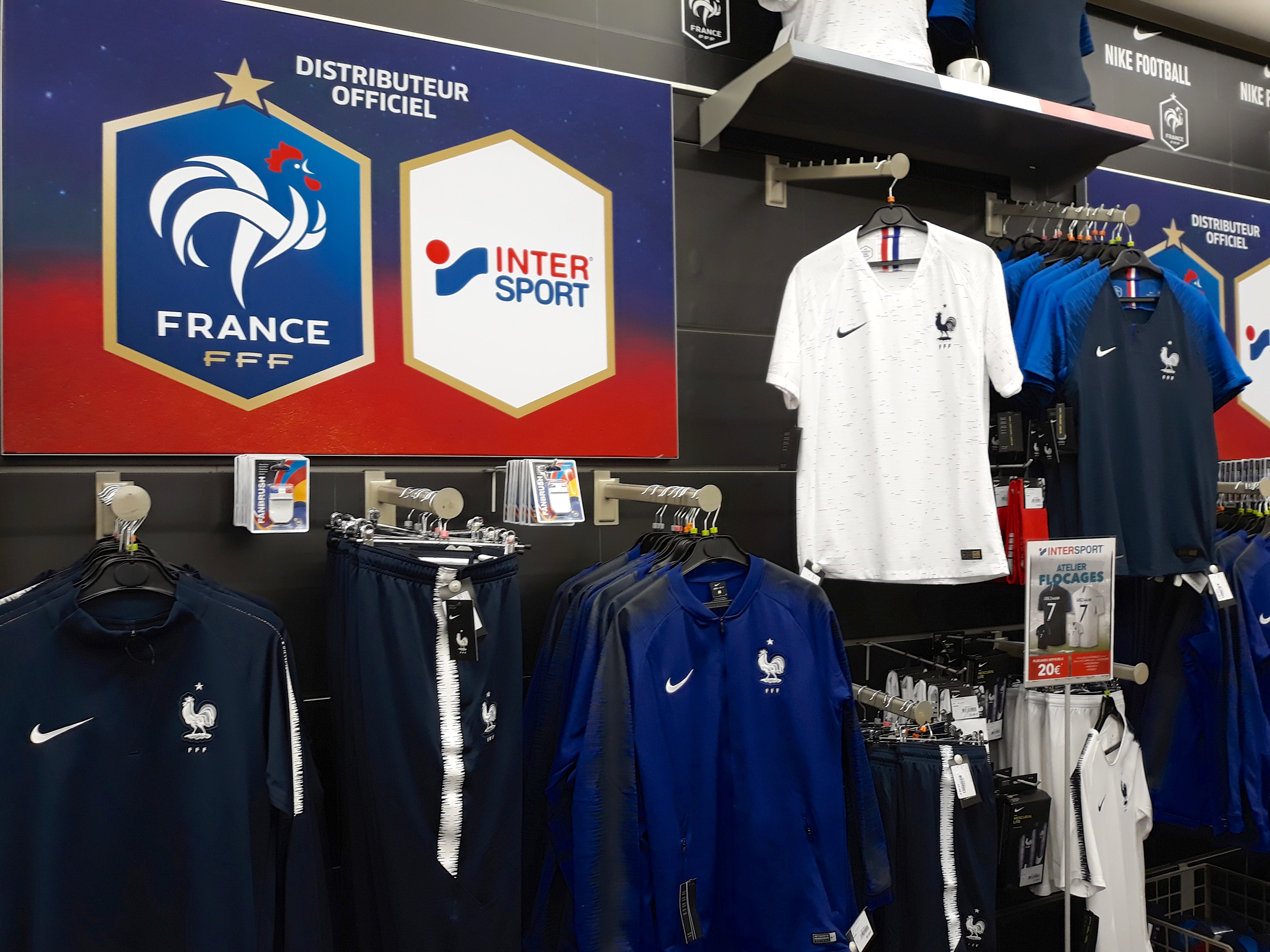
Het logo van de Franse voetbalbond: een zeshoek met een ander Frans symbool, de Gallische haan

## Geschiedenis

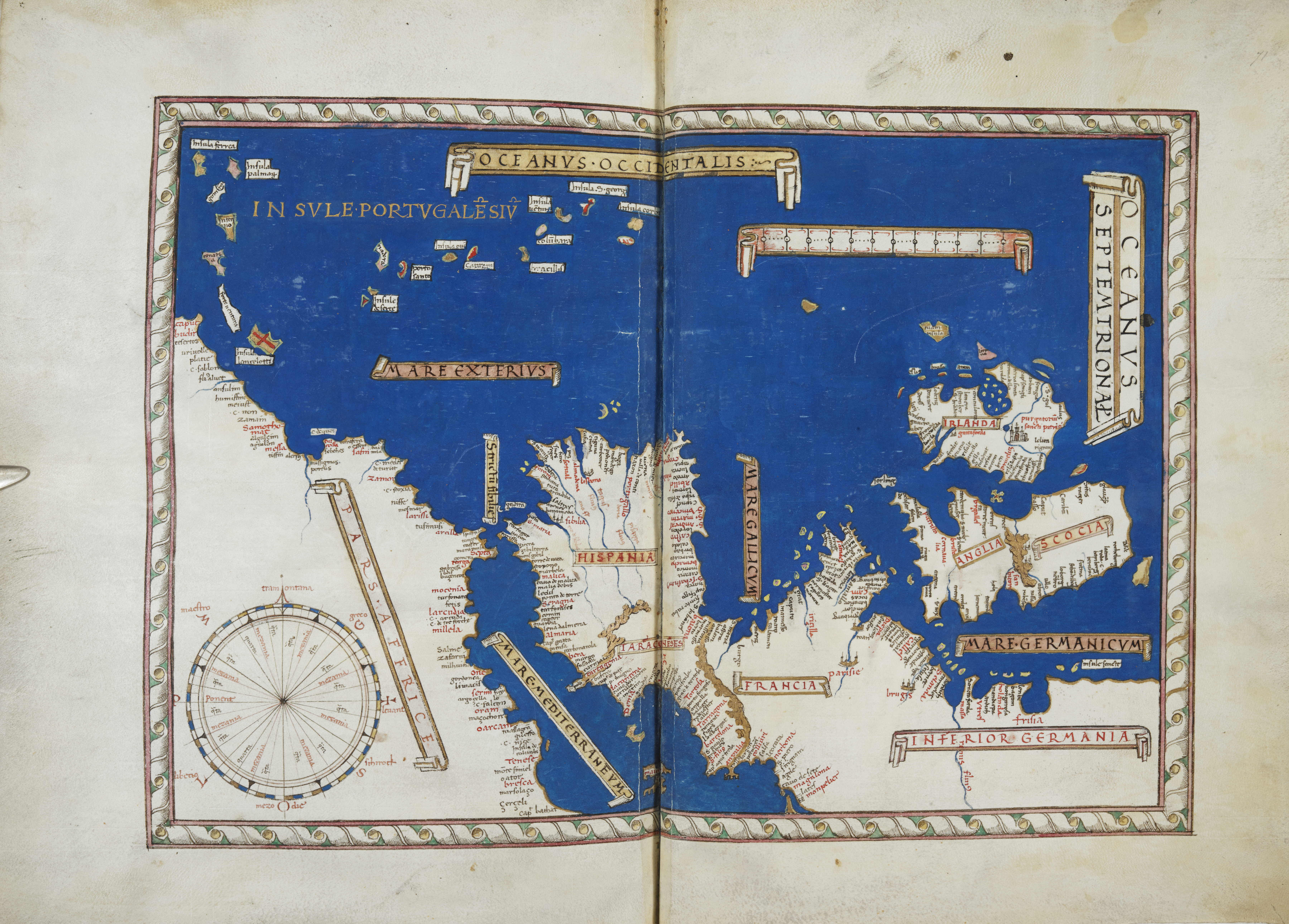
Laatmiddeleeuwse kaart van West-Europa: de verhoudingen kloppen niet en grote gebieden zijn niet weergegeven. Het noorden is rechts.

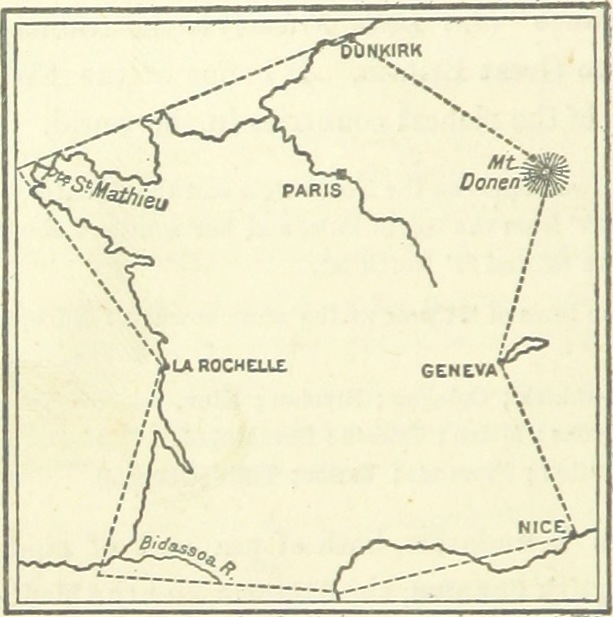
Een alternatief schema: de getailleerde (concave) achthoek

### Middeleeuwen
Geometrisch denken over landsgrenzen kon pas in de vroegmoderne tijd voet aan de grond krijgen. In het Frankrijk van de middeleeuwen waren de grenzen veranderlijk en gingen verplaatsingen over land zo langzaam dat er weinig behoefte was aan een abstract beeld van zo'n groot gebied. Gezien de stand van de landmeetkunde zou zo'n beeld toch al onduidelijk zijn; landkaarten waren grof en fragmentarisch. Zeekaarten waren al wel enigszins bruikbaar om de kustlijn te volgen, maar waren niet bedoeld om de landmassa goed weer te geven. Ook bestond het concept van de natiestaat nog niet: men was in de eerste plaats verbonden met stad, dorp, parochie of landadel, veel minder met een groter geheel.
Voor zover er al een alomvattend concept Frankrijk bestond, hadden zelfs reizigers en heersers maar beperkt zicht op de fysieke kenmerken. De Franse koningen van het Middeleeuwse huis Capet zijn door historici wel aangeduid als boeren die hun land afrondden, en allicht begrepen zij dat een compacte vorm militaire voordelen had boven een sliert zoals het Middenrijk, maar in de geschriften van hun tijd was er geen aandacht voor de specifieke vorm. Pas onder de regering van Hendrik IV waren de tijdgeest en de omstandigheden ernaar om zich te bezinnen op de geometrie: een nationaal bewustzijn ging samen met stabielere grenzen.

### Assenkruis
Geografen in de 17e en 18e eeuw gingen Frankrijk definiëren in termen van omringende zeeën en landen, waarbij ze merkten dat er lange assen van de Noordzee naar de Middellandse Zee en van Bretagne naar Duitsland liepen. Als bonus voor nationalistische geografen waren deze even lang en liep dit assenkruis ruwweg volgens de kompasrichtingen. Pierre Duval, de koninklijke geograaf, stipte dit in 1672 aan in zijn Géographie universelle, een soort landen-encyclopedie in eenvoudige taal, waarin hij het oude en het nieuwe een plaats gaf. Enerzijds volgde hij de traditie van allegorische voorstellingen door Europa te omschrijven als de kroon der continenten en in de landvorm een gekroonde vrouw te zien, anderzijds gaf hij zakelijk de afmetingen. Over Frankrijk schreef hij: Sa longueur passe deux cent vingt lieues & sa largeur est bien aussi grande. (De lengte overschrijdt de tweehonderdtwintig mijl & de breedte is net zo groot.)

### Gesloten vormen
Al in 1616 werd de vorm van Frankrijk abstract aangeduid: nadat Jacques de Fonteny volgens het gangbare stramien de zeeën, de Pyreneeën, de Alpen en de Rijn als grenzen had genoemd, besloot hij dat de omtrek min of meer rond was. In 1633 bestreed een geograaf dat Frankrijk een definieerbare vorm had, maar in 1657 en 1684 zagen auteurs er een vierkant in. Mogelijk mengde de vestingbouwer Vauban zich hierin met een grapje, waarbij hij zijdelings verwees naar de onmogelijke kwadratuur van de cirkel: Misschien moet de koning zijn eigen gebied maar afbakenen. Je moet altijd de kwadratuur proberen, niet van de cirkel maar van het vierkant. Het is een goede vorm om in beide handen te houden.
Meer dan deze vermeldingen is er echter niet bekend uit de 17e eeuw. Begin 18e eeuw werd bezwaar gemaakt tegen het vierkant met de bewering dat Frankrijk van oost naar west meer dan anderhalf keer zo groot was als van noord naar zuid. Dit vond geen navolging en Engelse geografen bleven het land vierkant noemen, tot aan de Encyclopædia Britannica van 1879. Ze wezen echter geen hoekpunten aan en dachten Bretagne weg.
In Frankrijk zelf sloeg het vierkant niet aan. Al in 1757 gaf de Encyclopédie van Diderot naast horizontale en verticale assen ook diagonalen die ongeveer even lang waren, zonder echter een omtrek aan te duiden. In 1793 voegde een geograaf een lijn toe die tot dan vrijwel genegeerd was: de noord-oost-grens met de Nederlanden. Ook wees hij op de taille tussen de Alpen en de monding van de Charente.
Rond de eeuwwisseling naar de 19e eeuw bakenden twee Fransen hun land elk op een eigen manier af. Beiden noemden zes grenzen en trokken de noordoostgrens langs de Rijn in plaats van de Maas: de veroveringen van Napoleon telden mee.

## Gebruik

### Taal
Tot de culturele thema's rond de Hexagone behoren moderniteit, eenheid, Franse waarden en het verlies van de koloniën.
Eind twintigste eeuw was de term al zo ingeburgerd, dat mensen nauwelijks geloofden dat die pas begin jaren zestig gangbaar werd, zoals Eugen Weber stelde. Als begin koos hij 1962, het jaar waarin de afloop van de Algerijnse onafhankelijkheidsoorlog Frankrijk vrijwel reduceerde tot het Europese grondgebied; toch legde hij dat verband niet expliciet. Charles de Gaulle meende dat tegenstanders van Frankrijk het land graag als een zeshoek en een provincie zouden zien. 
In het boekje L'Hexagonal tel qu'on le parle (Hoe men Hexagonaals spreekt), waarmee Robert Beauvain in 1970 modieus taalgebruik op de hak nam, koos hij ervoor om de zeshoek te introduceren met een uitleg aan oningewijden: "Wat is dat voor taal? Het Hexagonaals. Wat is het Hexagonaals? Het is wat men spreekt in de Hexagon. En wat is de Hexagon? Dat is Frankrijk." De kaft verbeeldt zes mensen in een praatprogramma, met zeshoeken alom: monden, brillen en de tafel. Een van de gasten heeft een hoofd in de vorm van Frankrijk. Beauvain toont wel begrip voor het nieuwe taalgebruik: het woord ‘Frankrijk’ is bevlekt met een notie van verdachte kleinburgerlijkheid en neigt naar folklore; de hedendaagse taal geeft de voorkeur aan de Hexagon, die in zijn functionele zuiverheid beter geschikt lijkt voor de definitie van een grote, moderne natie. Het gebruik van de term verandert het concept Frankrijk van zintuiglijk naar abstract; het wordt een decorstuk.
De politicus Dupont-Aignan gebruikte de term met terugwerkende kracht voor vragen over het gedrag van Frankrijk in de Tweede Wereldoorlog, maar deed dat om een toekomstbeeld te schetsen: hij deed een beroep op de 'vrije burgers van een land dat binnenkort helemaal niet meer vrij zal zijn'.

### Olympische medailles
Bij de Olympische Zomerspelen 2024 en de Paralympische Zomerspelen 2024 van Parijs is op de voorkant van de Olympische medailles een zeshoekig ijzeren plaatje ingelegd, gemaakt uit bewaard materiaal van renovaties van de Eiffeltoren. Tot de nationalistische verwijzingen behoren verder de linten van de medailles: hun vakwerkmotief verwijst naar de toren en de paralympische rode linten herinneren aan de kleuren die de Eiffeltoren na de bouw had.

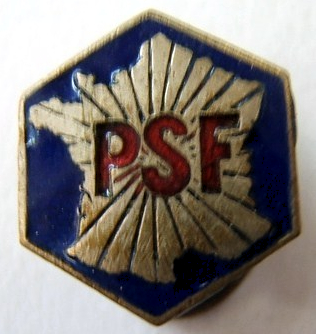
Embleem van de Parti Social Français uit de jaren dertig en veertig
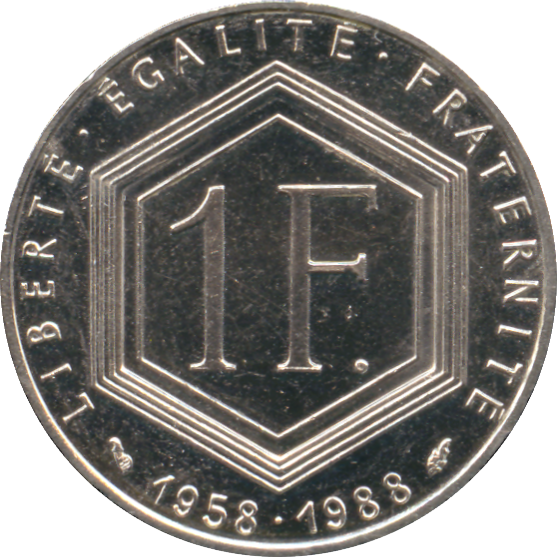
Herdenkingsmunt uit 1988 bij het 30-jarig bestaan van de Vijfde Franse Republiek
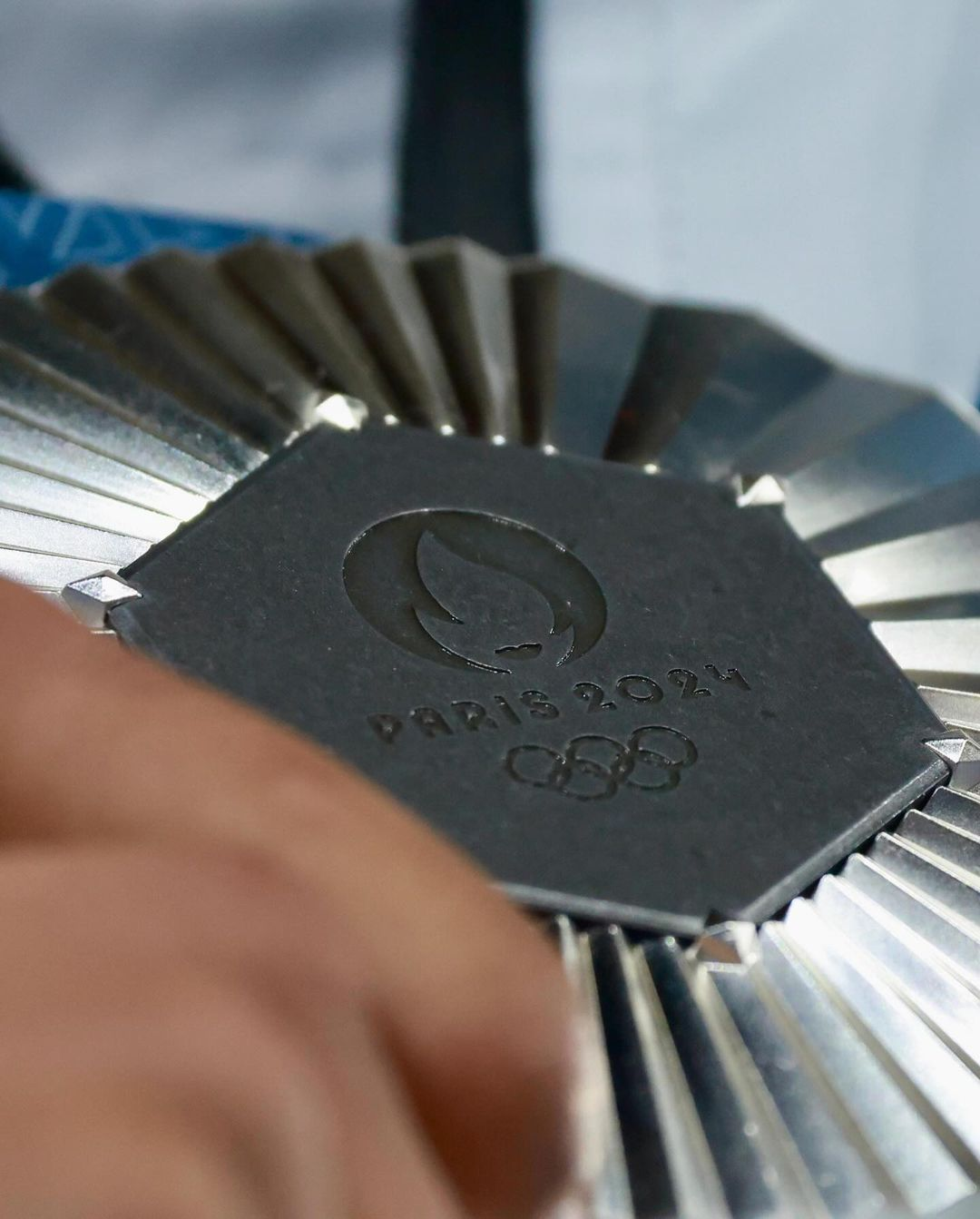
Zilveren medaille van Yasmani Acosta (Grieks-Romeins worstelen, OS 2024)